# Sint-Elisabethsdal
Sint-Elisabethsdal is een klooster van de reguliere kanunniken van Sint-Augustinus te Nunhem dat bestond van 1240 tot 1796. Het bevond zich te midden van het huidige natuurgebied Leudal.

## Geschiedenis
Volgens een legende werd het klooster gesticht op grond van een gelofte van Diederik van Altena, heer van Horne, die in 1211, op pelgrimstocht naar Santiago de Compostella, zwaar ziek werd. Hij werd verpleegd in het klooster van Val des Choues bij Dijon.
Het klooster is gesticht in 1240 en werd tot 1434 bewoond door de Caulieten, waarna het aan de Augustijnen kwam. Het heeft bestaan tot 1796, toen het door de Fransen werd opgeheven. Bij de stichting schonk heer Diederik van Altena talrijke rechten aan de monniken, waaronder een derde deel van de tienden van Maasbree.
De toren van de voormalige kloosterkapel is nog intact. Aan de achterzijde van het klooster bevindt zich een pesthuis uit 1682.
Het klooster bezat een watermolen, de Sint-Elisabethsmolen.
In 1701 werd het leengoed Leuhof, inclusief de Leumolen, door dit klooster gekocht. Deze molen was een banmolen. Er gingen in 1772 geruchten rond dat het zusterklooster Maria Schoot te Nunhem aanspraak maakte op de molen. Deze geruchten werden echter door een schriftelijk document van dit klooster ontkracht om alle onheijl voor te comen.

## Huize Sint-Elisabeth
Omstreeks 1950 kwam op deze plaats een rusthuis voor de Congregatie van de Kleine Zusters van de Heilige Joseph met de naam: Huize Sint-Elisabeth. Tot zijn bisschopswijding in 1972 was Joannes Gijsen rector van dit klooster.